# Томороуленд
„Томороуленд“ е електронен танцов музикален фестивал, провеждан в Бум, Фландрия, Белгия от 2005 г. насам.
Провежда се също в САЩ (TomorrowWorld) и Бразилия (Tomorrowland Brasil).
През 2020 г. е публикуван академичен разказ за фестивала и неговото място в световната култура и бизнес на събитията, свързани с електронната музика.

## История

### 2005
Първото издание на фестивала се състоя на 15 август 2005 г. Ману Бири, Мичиел Бири и ИД&Т организираха фестивала. Сред изпълнителите са Пуш (M.I.K.E.), Армин ван Бюрен, Кор Фийнман, Ив Деруйтер, Технобой, Йоджи Биомеханика и Куун.

### 2006
Вторият фестивал, на 30 юли 2006 г., бе домакин на Армин Ван Бюрен, Аксуел, Marco Bailey, Фред Бейкър, Давид Гета, Рутлес и Ди Джей Зани. DJ и продуцентът Пол Оукенфолд също са обявени на плаката, но отменени в последния момент, тъй като той е бил на турне с Мадона по това време. Emjay, продуцентът на "Стимулирам", химнът от 2006 г., изпълнява на главната сцена с Бебетата Атари.

### 2007
Третата година фестивалът продължи два дни за първи път в историята си, като се проведе на 28 и 29 юли 2007 г.

### 2008
През 2008 г. фестивалът се състоя на 26 и 27 юли. За първи път участваха над 100 диджеи. Броят на посетителите надхвърли 50 000 за първи път.

### 2009
Томороуленд 2009 се състоя на 25 и 26 юли и привлече 90 000 души.

### 2010
Билетите на "Томороуленд" бяха разпродадени дни преди събитието, с рекордна посещаемост на 120,000 посетители в течение на два дни, в 2010 Дада Лайф, Димитри Вегас & Лайк Майк и Тара Макдоналд написаха официалния химн "Утре/Give In The Night", с изпълнение на песента два пъти на главната сцена след Шведската Хаус Мафия. Песента е направена от Лайк Майк, Дада Лайф и Димитри Вегас, а вокалната част и текстове са написани и записани от Тара Макдоналд. Песента достига номер 5 в белгийските търговски диаграми и е най-големият продаван химн за "Томороуленд" досега. Темата на фестивала е "Зон (Слънце) и е номинирана за "Най-добро музикално събитие от Международните танцови музикални награди" през 2011 година.

### 2011
2011 г. отбеляза разширяването на фестивала до три дни, настъпващи на 22, 23, 24 юли. Само няколко дни след официалната предварителна продажба на билети, пуснати от Томороуленд, бяха напълно разпродадени и имаше над 180 000 посетители. Давид Гета, Нерво, Шведската Хаус Мафия, Авичи, Тиесто, Хардуел, Карл Кокс, Пол ван Дайк, Рейвън Тенснейк, Лейдбек Люк, Бродински, Хуанма Тудон, Басто, Майк Матюс, Де Джегд ван Тегенвордиг, както и десетки други изпълнители присъстваха на събитието. Той е избран за най-добро музикално събитие от Международните танцови музикални награди за първи път през 2012 година.

### 2012
"Томороуленд" 2012 се състоя на 27, 28, 29 юли 2012 г., в провинциална зона за отдих в Бум, Белгия, на 16 километра южно от Антверпен и на 32 километра северно от Брюксел. Съставът се състои от 400 диджеи, като Армин ван Бюрен, Фери Корстен, Скрилекс, Авичи, Марко Бейли, Скази, Давид Гета, Нерво, Хардуел, Шведската Хаус Мафия, Афроджак, Стив Аоки, Хуанма Тудон, Карл Кокс, Пол ван Дайк, Мартин Солвейг, Чъки, Фатбой Слим, Димитри Вегас & Лайк Майк. Присъстваха 185 000 души от над 75 страни по света, като 35 000 от тях останаха в Дриймвил.
Заради огромния успех на Томороуленд и факта, че е белгийски фестивал, ИД&Т решава да даде на белгийците изключителен шанс с предварителна продажба (80 000 от 180 000 билета) на 24 март. За по-малко от един ден всички билети се продадоха и в някои моменти имаше 2 000 000 души в онлайн списъка с чакащи. Световната продажба започна 7 април. В рамките на 43 минути останалите 100 000 билета са продадени. В допълнение към редовните билети, Tomorrowland си партнира с Брюселс Еърлайнс, за да предостави ексклузивни туристически пакети от над 15 града по света. 

### 2013
Томороуленд 2013 се състоя на 26, 27 и 28 юли и достигна 180 000 присъстващи в Бум, Белгия. Билетите са разпродадени за 35 минути, а останалата част от билетите се продават в отчетена една секунда.

### 2014
За да отпразнува 10-годишнината на фестивала, и за да отговори на голямото търсене на билети, изданието на Томороуленд 2014 се проведе в продължение на два уикенда; 18–20 юли и 25–27 юли. Съставът и за двата уикенда беше повече или по-малко един и същ. През април 2014 г. MTV обяви, че ще продуцира два едночасови специалитети с участието на изпълнения от фестивала, както и че ще изготви документален филм за десетата годишнина на Томороуленд.

### 2015
Томороуленд 2015 се състоя на 24, 25, и 26 юли 2015 и привлече 180,000 посетители. Сред изпълнителите са Авичи, Хардуел, Давид Гета, Тиесто, Армин ван Бюрен и Карл Кокс.

### 2016
Томороуленд 2016 се състоя на 22, 23, и 24 юли. Изпълнители включваха Аксуел, Ингросо, Мартин Гарикс, Chainsmokers, и номер едно диджеи Димитри Вегас & Лайк Майк.

### 2017
Тази година бяха продадени рекорден брой билети - 400 000, обхващащи двата уикенда. Редовният хедлайнер Мартин Гарикс с премиерата на песента си "Pizza". Песента първоначално бе специално предназначена за "Томороуленд". 

### 2018
Изданието на Томороуленд 2018 г. видя присъствие на 400 000 души за втора поредна година, протичаща през двата уикенда. Фестивалът се състоя в петък 20 до неделя 22 юли и петък 27 до неделя 29 юли с билети за двата уикенда, разпродадени за един час. Сред главните изпълнители бяха Армин ван Бюрен, Давид Гета, Димитри Вегас & Лайк Майк и Мартин Гарикс. Това издание отбеляза и завръщането на Хардуел, който оглави фестивала три години след предишния си сет през 2015 г.

### 2019
Фестивалът се състоя на 19 до 21 и 26 до 28 юли и видя редовни изпълнители като The Chainsmokers, Армин Ван Бюрен, KSHMR и Давид Гета. Дизайнът на главната сцена се отличи с почит към покойния Авичи, който почина през април 2018.

### 2020
"Томороуленд" обяви, че изданието на фестивала през 2020 г. няма да се проведе поради пандемията COVID-19.  На 4 юни "Томороуленд" обяви виртуален фестивал, който да се проведе на мястото на изданието 2020. Събитието Tomorrowland Around the World се състоя на 25 юли и 26 юли. На 6 август 2020 г. "Томороуленд" издава "aftermovie" на първия си виртуален фестивал.

### 2021
След много спекулации, на 17 март 2021 г., "Томороуленд" обяви, че ще забави връщането на фестивала до последния уикенд на август и първия уикенд на септември. Ходът беше фестивалът да стане по-сигурен, насочен към намаляващите ограничения на COVID-19 и неотдавнашната програма за ваксинация от последните три месеца. Преместването щеше да се проведе пет седмици по-късно от обичайните му дати в края на юли.
На 17 юни 2021 г., въпреки че Белгия планираше мащабни събития на открито с до 75 000 души, започващи на 13 август, кметовете на Бум и Румст съвместно обявиха, че ще отрекат разрешение "Томороуленд" да се проведе поради опасения, свързани със здравето и безопасността. На 23 юни фестивалът бе отменен.

### 2022
През декември 2021 г. "Томороуленд" обяви, че фестивалът ще се разшири от два до три уикенда през 2022 година. 2022 планира да се проведе на 15-17 юли, 22-24 юли, и 29-31 юли.

## Сцени

### Мейнстейдж (Главна сцена)
Главната сцена е централната част на фестивала и се е разраснала и еволюирала от дебюта си със самия фестивал през 2005 година. Оттогава тя е станала най-големия и най-сложен етап на всеки фестивал в цялото земно кълбо. Дизайнът се променя всяка година, която от 2009 г. е проектирана въз основа на фестивалната тема за годината.

### Атмосфера (Atmosphere)
Атмосферата е въведена в "Томороуленд" през 2018 г. Сцената в 32 метра висока и широка 20 метра. Известна със своите LED светлини и лазерни дисплеи, които са произведени от 18 масива. Сцената съдържа L-ISA потапяща хиперреална звукова система.

### Клетка (Cage)
Кейдж се намира зад "Rave Cave" и се отличава с по-агресивни стилове на електронна танцова музика. Сцената е с по-тъмно осветление от другите сцени.

### Каса Корона (Casa Corona)
Casa Corona беше въведена през 2019 г. Това е малка сцена, която функционира повече като бар, въпреки музиката, която се възпроизвежда.

### Ядро (Core)
Core се намира далеч от основната фестивална зона и в част от заобикалящата гора. Сцената включва местната гориста местност в своя дизайн и използва дървена ламперия и меко осветление, за да придаде на сцената по-естествена атмосфера.

### Свобода (Freedom)
Свободата често се описва като втори етап на "Томороуленд". Сцената е на два етажа, отворена със складов дизайн, където могат да се гледат представления от партерния етаж или множество балкони на 1-вия етаж.

### Градината на лудостта (Garden of Madness)
Официално известен като "Димитри Вегас & Лайк Майк представят Градина на лудостта", сцената е построена над водата и е кръгова в форма. Сцената е в центъра на кръга. Той разполага с висящи растения, растящи от тавана и водни фонтани обграждат сцената.

### Харбър Хаус (Harbor House)
Harbour House е малка сцена, разположена над водата между Q-Dance и Casa Corona. Сцената е къща оформена и се използва от балон и димни машини.

### Кара Сави (Kara Savi)
Кара Сави е въведена през 2019 г. Сцената е среден по размер етап с дизайн с форма на морска обвивка. Той има пясъчна танцова тапа и по принцип вижда голямо събиране на танцьори.

### Лист (Leaf)
Leaf е доста малка музикална сцена, разположена на пешеходната пътека от другата страна на езерото. Сцената е с геодомен дизайн.

### Лотус (Lotus)
Lotus е тревист амфитеатър с бетонна танцова сцена и тревни тераси. Сцената като цяло е слабо населена с танцьори. Сцената има много спокойна атмосфера със посетители, избиращи най-вече да седят или лягат и просто да слушат музиката. На сцената се вижда смесица от утвърдени изпълнители и новодошли в бранша.

### Л'Оранжери (L'Orangerie)
L'Orangerie е друг етап, построен над вода и е полукръжна форма. Сцената е с метален дансинг и е изградена от витражи и открити метални греди. Направи дебюта си в Tomorrowland Winter(зимната версия на фестивала) 2019.

### Кю Денс (Q-Dance)
Q-Dance дебютира като своя собствена сцена през 2019 г. и е сцена на по-агресивни стилове на електронна танцова музика. Проектираната сцена разполага с гигантски меч, пронизващ земята, който може да се види от повечето места в целия сайт.

### Рейв Кейв (Rave Cave)
Пещерата Рейв е най-малката сцена. Преобразува се от тунел под мост, който има блокиран един вход. Сцената е много интимна и може да бъде домакин само на малък брой посетители.

### Роуз Гардън (Rose Garden)
Роуз Гардън е един от най-старите сцени. Сцената е полукръжна. Най-емблематичната особеност на сцената е гигантски механичен дракон, който се движи постоянно, включително отваря устата си и мига. Парните струи се намират вътре в устата и носа, за да създават впечатление, че това е дихателен дим.

### Еуфория (Youphoria)
Youphoria (произнася се "Еуфория") е доста голяма сцена, която е наполовина покрита в задната част. Сцената има доста обикновен дизайн отделно от гигантите гъби, които изглежда да растат от диджей кабината.